# Tschiru
Der Tschiru (Pantholops hodgsonii), auch als Orongo oder Tibetantilope bekannt, ist ein rehgroßer Vertreter der Ziegenartigen (Caprini) innerhalb der Unterfamilie der Antilopinae, der im Hochland von Tibet lebt.

## Merkmale

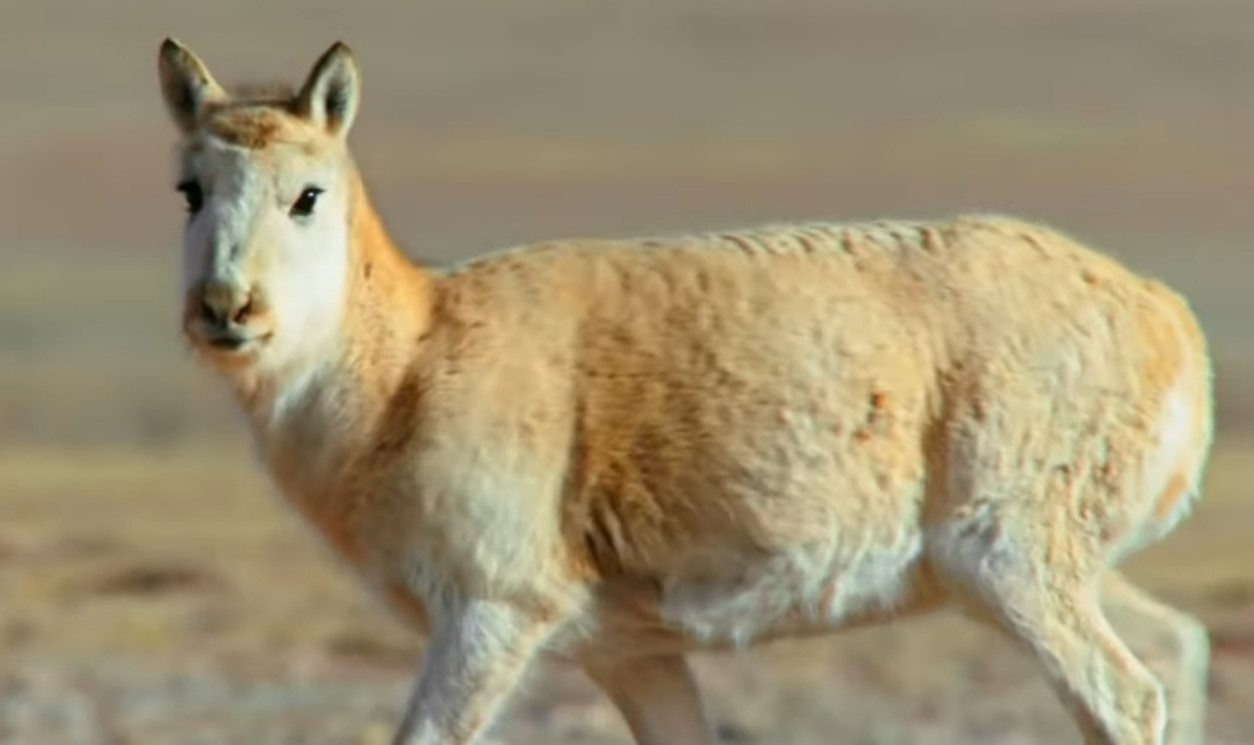
Weibchen

Tschirus erreichen eine Kopf-Rumpf-Länge von 130 bis 140 Zentimetern, der Schwanz wird rund 10 Zentimeter lang, die Schulterhöhe beträgt 75 bis 95 Zentimeter. Das Gewicht beträgt bei den Männchen rund 36 bis 55 Kilogramm, die Weibchen sind mit 25 bis 30 Kilogramm deutlich leichter. Das Fell ist sehr dicht und wollig, es ist vorwiegend gelbbraun gefärbt. Das Kinn und der Bauch sind weißlich, die Vorderseite der Beine ist, ebenso wie das Gesicht, dunkelbraun bis schwarz gefärbt. Die Beine sind relativ schlank. Einzigartig sind die walnussgroßen, aufblasbaren Nasensäcke, die aus den Nüstern herausragen. Nur die Männchen tragen Hörner: diese sind dünne, annähernd senkrecht nach oben ragende Spieße und werden rund 50 bis 70 Zentimeter lang.

## Verbreitung und Lebensraum

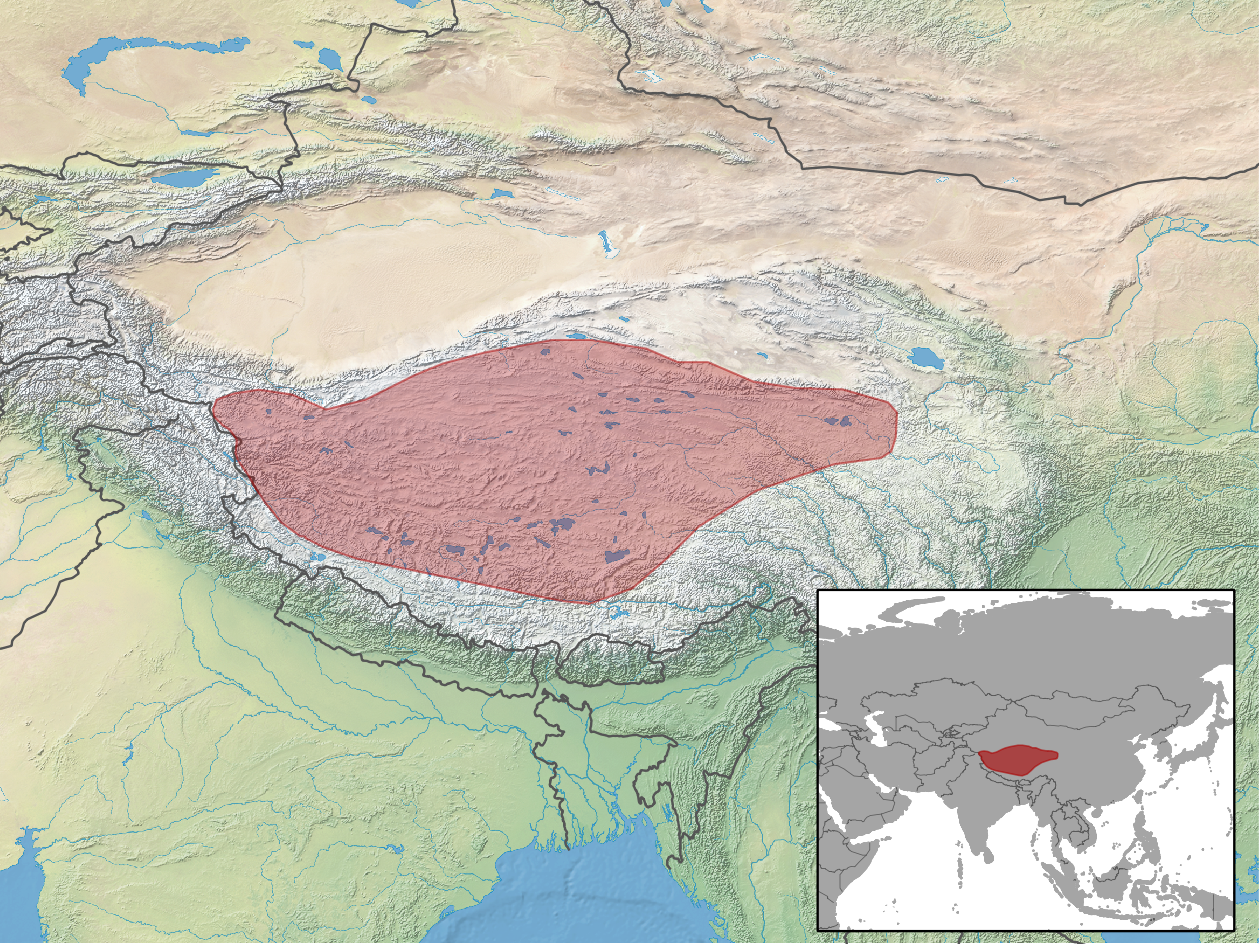
Verbreitungsgebiet

Tschirus bewohnen das Hochland von Tibet. Sie kommen in den chinesischen Provinzen Autonomes Gebiet Tibet, dem Süden Xinjiangs, dem Westen Sichuans und dem Süden Qinghais vor. Daneben leben sie auch in der nordindischen Region Ladakh. Ihr Lebensraum sind Hochlandsteppen wie die Changthang-Region in Höhen von 3700 bis 5500 Metern.

## Lebensweise
Tschirus begeben sich vorwiegend am Morgen und am Abend auf Nahrungssuche. Sie sind Pflanzenfresser, die sich von Gräsern und Kräutern ernähren. Zur Ruhe ziehen sie sich in bis zu 30 Zentimeter tiefe Mulden zurück, die sie selbst anlegen und in denen sie vor dem strengen Wind geschützt sind. Zusätzlich bieten diese Mulden einen gewissen Sichtschutz vor Räubern.
Die Weibchen bilden mit den Jungtieren Gruppen von 10 bis 15 Tieren, die  Männchen leben außerhalb der Paarungszeit einzelgängerisch. Zur Brunft versuchen die Männchen, die Kontrolle über eine Weibchengruppe zu erlangen. Dabei kämpfen sie aggressiv mit den Hörnern gegen Nebenbuhler. Diese Kämpfe sind brutal und enden manchmal auch mit dem Tod eines oder sogar beider Kontrahenten. Die Männchen bewachen zu dieser Zeit auch die Weibchen eifersüchtig und treiben sie zurück, sollten sie die Gruppe verlassen wollen.
Nach einer rund sieben- bis achtmonatigen Tragzeit wird im Juni oder Juli ein Jungtier zur Welt gebracht – Zwillinge sind selten.
Seit wenigen Jahren werden einige Tschirus zur Vermehrung in Gehegen gehalten, um parallel zu den Tierschutzmaßnahmen vor Ort die Erholung des Bestands zu beschleunigen.

## Tschirus und Menschen
Einst gehörten Tschirus zu den häufigsten Tieren Tibets. Sie bevölkerten die alpinen Steppen zu Hunderttausenden. Die IUCN führt die Art seit 2000 als stark gefährdet (endangered). Gejagt wird der Tschiru traditionell, um aus dem Fell Shahtoosh-Wolle zu gewinnen. Die als besonders warm geltende Wolle wird oft zur Herstellung von luxuriösen Schals verwendet. Drei bis fünf Tibet-Antilopen werden für die Wolle eines einzigen Schals getötet. Besonders verhängnisvoll ist für den Tschiru aber, dass den Hörnern des Männchens in der Traditionellen Chinesischen Medizin eine heilsame Wirkung zugesprochen wird. Sowohl in China als auch in Indien ist der Tschiru heute streng geschützt. 1998 wurde die Gesamtpopulation auf 75.000 geschätzt, ein Rückgang von etwa einer Million in den 1950ern. In China wurde den Wilderern nach offiziellen Angaben Einhalt geboten.
Im Jahr 2004 war die Bekämpfung von Wilderern, die Jagd auf Tschirus machen, Thema eines erfolgreichen chinesischen Films, Kěkěxīlǐ –《可可西里》, englisch Mountain Patrol. Der chinesische Titel ist die Bezeichnung der Region Hoh Xil auf dem Hochland an der Grenze zwischen Tibet, Qinghai und Xinjiang, wo die größten Herden vorkommen.
Eines der fünf Maskottchen für die Olympischen Sommerspiele 2008 in Peking – Yíngying (迎迎) – war ein Tschiru.

## Systematik
Der Tschiru wird innerhalb der Paarhufer in die Familie der Hornträger (Bovidae) eingeordnet. Die systematische Stellung innerhalb der Hornträger war allerdings lange ungeklärt. Er wurde abwechselnd zu den Gazellenartigen, den Ziegenartigen, als ein naher Verwandter der Saiga oder sogar in eine eigene Unterfamilie Pantholopinae gestellt. Neue molekulargenetische Untersuchungen zeigen, dass wahrscheinlich die Einordnung bei den Ziegenartigen korrekt ist. Hier gilt er phylogenetisch als Schwestergruppe der übrigen Ziegenartigen.